# Тиберий Минуций Авгурин
Тиберий Минуций Авгурин (лат. Tiberius Minucius Augurinus; умер в 305 году до н. э.) — римский политический деятель из патрицианского рода Минуциев, консул 305 года до н. э. Участник Второй Самнитской войны.
Коллегой Тиберий Минуция был Луций Постумий Мегелл. Оба консула двинулись в Самний, но разными путями: Постумий на Тиферн, а Минуций на Бовиан. Когда Минуций начал бой с противником и вёл его большую часть дня с переменным успехом, Постумий пришёл ему на помощь, так что была одержана полная победа. Затем консулы вместе напали на второе войско самнитов и разбили и его. В бою Тиберий Минуций был тяжело ранен и умер в лагере.